# ميشيل نويل (كاتب)
ميشيل نويل هو كاتب للأطفال وكاتب وشاعر كندي، ولد في 17 أغسطس 1944 في ميسينيس في كندا.